# Har Avivim
Har Avivim (hebrejsky: הר אביבים) je vrch o nadmořské výšce cca 860 metrů v Izraeli, v Horní Galileji.
Nachází se cca 1,5 kilometrů severovýchodně od vesnice Avivim a 2 kilometry jihozápadně od obce Malkija, mezi lokální silnicí 899, jež spojuje obě výše uvedené obce a izraelsko-libanonskou hranicí. Má podobu plochého, odlesněného temene, které nejvyšších výšek dosahuje přímo na mezinárodní hranici s Libanonem, ale nemá žádný jednoznačný vrcholek a plynule pokračuje na území Libanonu. Na jižní straně ho lemuje kaňon vádí Nachal Dišon, nad kterým tu jako boční vrchol stojí kopec Har Dišon (667 metrů nad mořem).